# Портрет четы Арнольфини
«Портре́т четы́ Арнольфи́ни» (нидерл. Portret van Giovanni Arnolfini en zijn vrouw) — картина Яна ван Эйка, первый известный в европейской живописи парный портрет.
Портрет (81,8 × 59,7 см) был создан в Брюгге в 1434 году и с 1842 года находится в Лондонской национальной галерее (зал № 56, инв. № NG186). Считается, что на нём изображены купец Джованни ди Николао Арнольфини и его жена, предположительно в их доме в Брюгге. Картина является одним из наиболее трудноинтерпретируемых произведений западной школы живописи Северного Возрождения, а споры о том, кто же изображён на ней, продолжаются и в настоящее время.

## История портрета
Ван Эйк датировал портрет 1434 годом. До 1516 года картиной владел Дон Диего де Гевара (ум. в 1520), испанский придворный. Он прожил большую часть жизни в Нидерландах и мог быть знаком с Арнольфини. В 1516 году де Гевара подарил портрет Маргарите Австрийской, штатгальтеру Испанских Нидерландов, проживавшей в Мехелене. В инвентаре имущества Маргариты от 17 июля этого года отмечено по-французски:
Большая картина, называемая Эрнул-ле-Фин со своей женой в комнате, подаренная Мадам Доном Диего, которого герб на крышке упомянутой картины; сделано художником Иоганном.
Оригинальный текст (фр.) 
Une grant tableau qu'on appelle Hernoul-le-Fin avec sa femme dedens une chambre, qui fut donné à Madame par don Diégo, les armes duquel sont en la couverte dudit tableaul. Fait du painctre Johannes.
На полях добавлено примечание о необходимости прикрепить к картине пару створок, «которые Её Высочество уже распорядилась сделать». Это первое задокументированное свидетельство о том, кто изображён на портрете. Hernoult-le-Fin — это французская форма итальянской фамилии Арнольфини. Арнольфини были большой купеческой и банкирской семьёй, имевшей в то время отделение в Брюгге. Между 9 июля 1523 года и 17 апреля 1524 года появляется следующая запись о портрете в инвентаре Маргариты Австрийской: «…ещё одна очень изысканная картина, которая закрывается двумя створками, где нарисованы мужчина и женщина, стоящие, держась за руки, выполнена рукой Иоганна, герб и девиз покойного Дона Диего на указанных двух створках, имя персонажа Арнольфин» (Arnoult Fin). Как отмечает Эдвин Холл, то обстоятельство, что имя изображённого пишется в различных инвентарях по-разному, указывает, что оно, скорее всего, сохранилось в устной традиции.
В 1530 году портрет унаследовала племянница Маргариты и следующий штатгальтер Нидерландов Мария Венгерская, которая в 1556 году переехала в Испанию и перевезла туда произведение ван Эйка. По новой инвентарной записи, сделанной в 1558 году, известно, что картина принадлежала уже Филиппу II, получившему её после смерти Марии Венгерской. На двойном портрете, созданном Санчесом Коэльо, где изображены дочери Филиппа, Изабелла и Каталина Микаэла, позы моделей повторяют позы персонажей ван Эйка. В 1599 году Якоб Келвиц из Лейпцига видел портрет во дворце Алькасар в Мадриде. На раме была надпись из Овидия (лат. Promittas facito, quid enim promittere laedit? Pollicitis diues quilibet esse potest) (Будь осторожен в обещаниях: хоть что плохого в обещаниях? Любой в обещаниях может стать богатым). Вероятно, Веласкесу была известна эта работа ван Эйка: испанский художник повторил мотив отражения в зеркале в своей картине «Менины».
В 1700 году, судя по записи в инвентарной книге, сделанной после смерти короля Карла II, картина была всё ещё во дворце, створки и строка из Овидия упоминаются в записи (в последний раз, между 1700 и 1842 годами рама с надписью была утрачена), отмечено также, что женщина, изображённая на портрете, беременна. Алькасар был уничтожен пожаром в 1734 году, и в 1794 году картина уже находилась в Королевском дворце в Мадриде, построенном на месте погибшего старого дворца. Далее её следы теряются на два десятилетия.
В 1815 году полковник британской армии Джеймс Хей лечился в Брюсселе после ранения, полученного в битве при Ватерлоо. По его словам, картина висела в комнате, которую он занимал. Хею так понравился портрет, что он упросил владельца продать картину. Вероятно, рассказ этот является выдумкой Хея. Скорее всего, картина попала в его руки в Испании в 1813 году после битвы при Витории. Тогда войска Жозефа Бонапарта отступили, потерпев поражение от соединённых сил британцев, испанцев и португальцев под командованием герцога Веллингтона. Британцы захватили обоз с произведениями искусства, в основном картинами, которые французы вывезли из королевского дворца в Мадриде. Около 90 трофейных полотен легли в основу коллекции лондонского Эпсли-хауса, резиденции Веллингтона. Джеймс Хей, полковник-лейтенант 16-го полка лёгких драгун, был участником битвы при Витории.
В 1816 году Хей привёз «Портрет четы Арнольфини» в Лондон и преподнёс его «для апробации» при посредничестве Томаса Лоуренса принцу-регенту, будущему Георгу IV. Портрет значится в описи предметов из Карлтон-хауса от 10 октября 1816 года, он висел некоторое время в личных покоях принца-регента и был возвращён Лоуренсу в апреле 1818 года.
Около 1828 года Джеймс Хей передал картину на хранение другу, и по крайней мере 13 лет о ней ничего не было известно. В 1842 году она была куплена только что основанной Лондонской национальной галереей за 730 фунтов, до 1856 года экспонировалась под названием «Фламандский мужчина и его жена».
Некоторые исследователи считают, что у картины существовала верхняя крышка с изображением обнажённой женщины (вероятно, сюжетом её было ритуальное омовение новобрачной). Эта картина, согласно сообщению историка Бартоломео Фацио, хранилась в коллекции кардинала Оттавиани как работа ван Эйка, в настоящее время она утрачена. Фацио подробнейшим образом описал её в De viris illustribus. Действительно, ранние европейские портреты часто снабжались створками или крышками, подобно складным алтарным образам. Возможно, что пропавшая крышка с ню кисти ван Эйка была изображена В. ван Хехтом на картине «Кабинет искусств Корнелиуса ван дер Геста» (1628, Нью-Йорк, собрание Берг). Однако это могло быть и другое произведение, так как «картина в картине» ван Хехта не соответствует описанию, данному Бартоломео Фацио, хотя и повторяет некоторые мотивы.

## Описание картины

### Композиция
Картина написана в 1434 году в Брюгге, в ту пору это был крупный торговый центр Северной Европы. «Известнейший город в мире, прославленный своими товарами и купцами, в нём живущими», — так писал о нём Филипп III Добрый, с 1419 по 1467 год герцог Бургундии. Брюгге был главным портовым городом его герцогства.
Мужчина и женщина стоят на некотором расстоянии друг от друга, он изображён почти анфас, она — в трёхчетвертном повороте влево. Художник построил интерьер без строгого соблюдения линейной перспективы, комната видна как бы сверху (её пол уходит чересчур круто вверх), отсутствует единая точка схода. Между тем смысловой центр картины, на который направляют взгляд зрителя изображённые в перспективном сокращении окно и кровать — соединённые руки персонажей. Мотив рук, вложенных одна в другую, лежащий на центральной оси (люстра-зеркало-собачка), дополнительно акцентируется световыми пятнами на полу и стене.
Женщина бережно кладёт свою правую руку в левую руку мужчины. Это соприкосновение выглядит очень церемониально, художник изобразил его почти в центре картины, придавая, таким образом, ему особое значение. Персонажи находятся в спальной комнате, вероятно, городского дома. Они одеты в праздничные костюмы, шлейф платья у женщины аккуратно расправлен, мужчина поднял правую руку на уровень плеча, как во время произнесения клятвы.

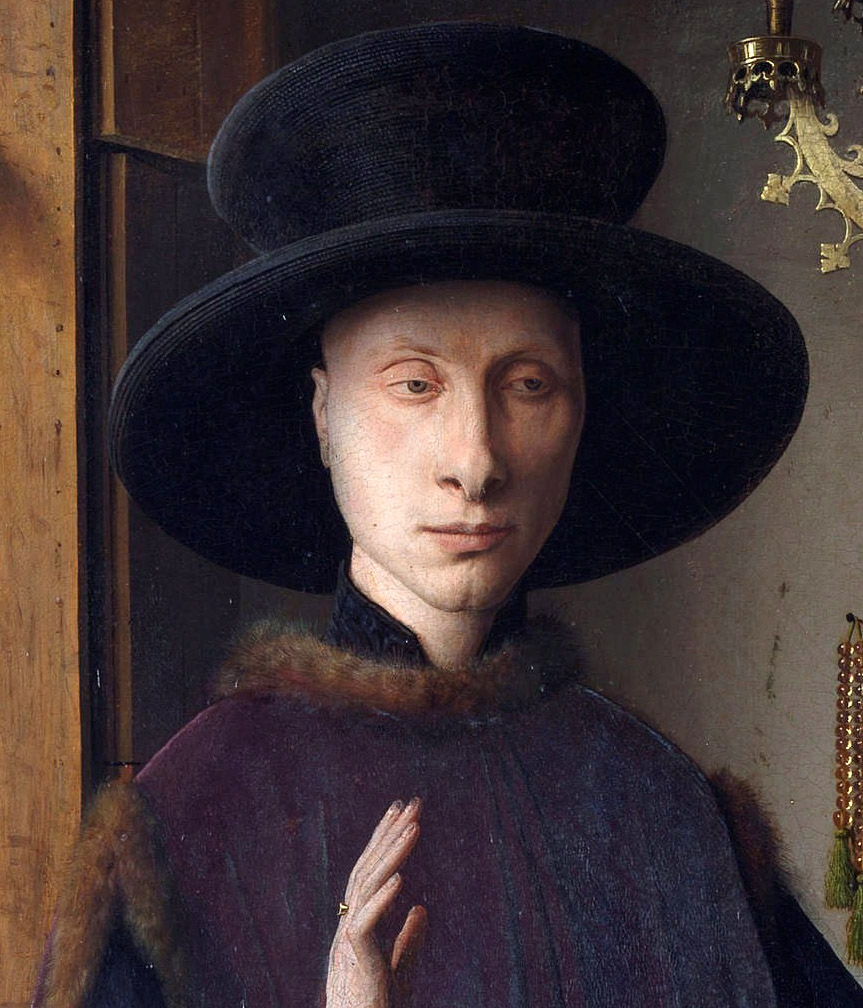
Мужчины носили цилиндрические шляпы с широкой тульёй

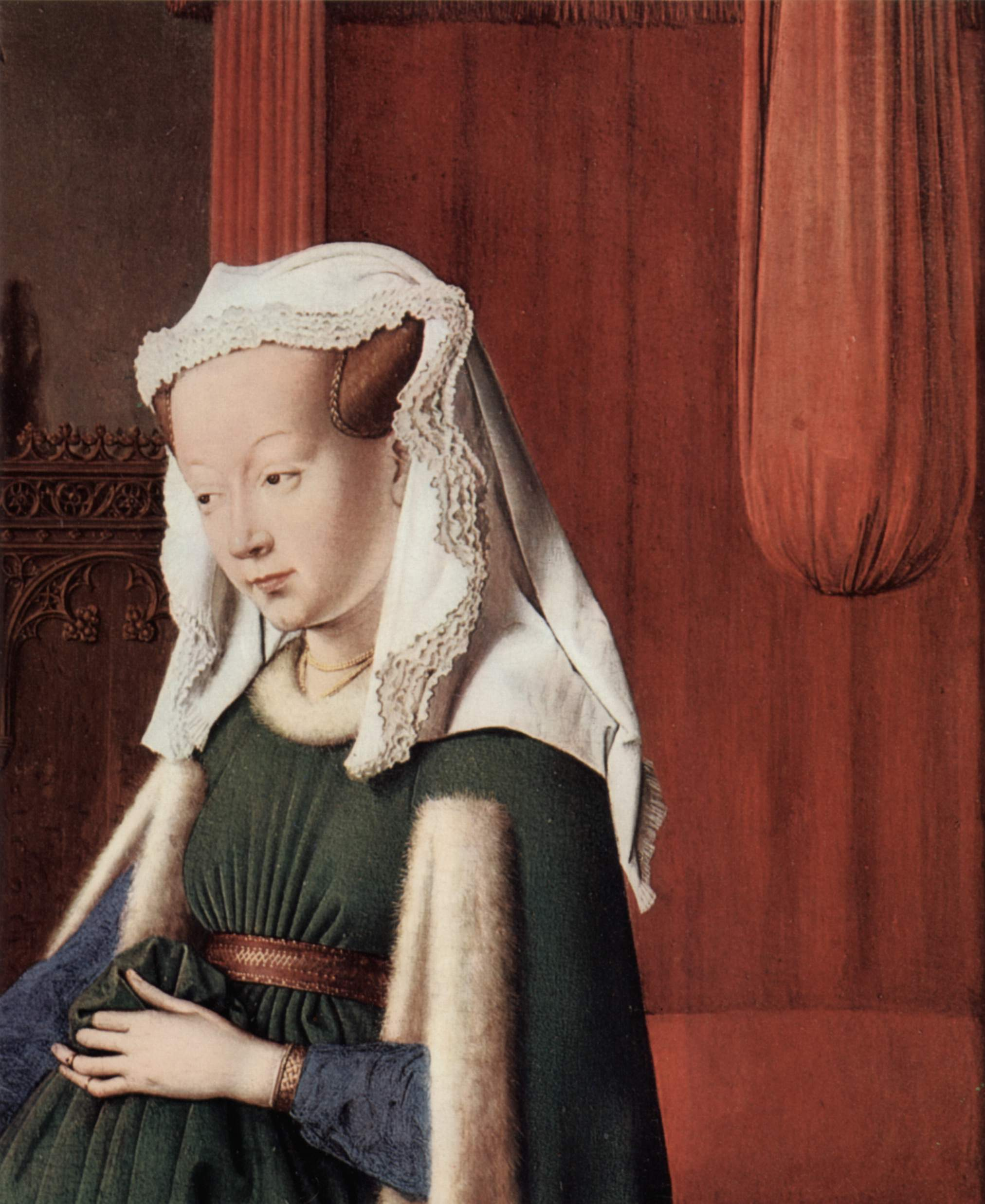
Её округлый живот, возможно, не является признаком беременности

Важный смысловой элемент картины — зеркало на стене. Оно расположено на центральной оси композиции, прямо над соединёнными руками персонажей. Художник выделяет участок вокруг зеркала светом, и это не ровно падающий из окна свет (стена явно освещена неравномерно), это своеобразный ореол, окружающий выпуклое стекло. В зеркале пара главных персонажей отражается со спины, показана также дверь в противоположной стене комнаты и два человека на её пороге — в красном и синем одеяниях. Судя по силуэтам их костюмов, это мужчина и женщина, черты их лиц невозможно разобрать. Некоторые исследователи, обращая внимание на то, что надпись над зеркалом гласит «Ян ван Эйк здесь был», считают, что один из стоящих на пороге комнаты — сам художник (фигура в синем).
Пара, изображённая на полотне ван Эйка, принадлежит к зажиточному бюргерству. Это особенно заметно по одежде. На женщине платье (т. н. «пелисон»), подбитое мехом с длинным шлейфом, который при ходьбе должен был кто-нибудь нести. Передвигаться в таком платье можно было лишь при соответствующем навыке, который был возможен только в аристократических кругах. Белое подвенечное платье вошло в моду только с середины XIX века. Её округлый живот, возможно, не является признаком беременности, как может показаться зрителю, не знакомому с идеалом женской красоты поздней готики. По мнению некоторых исследователей, левая рука, поддерживающая на животе тяжёлые складки платья, — это не более чем ритуальный жест, соответствующий отношениям к семье и браку, и обозначает плодовитость, поскольку двойной портрет был написан по случаю свадьбы этой пары. Цвета костюма женщины — синий и зелёный — в эпоху позднего средневековья символизировали молодость, красоту, верность и влюблённость.

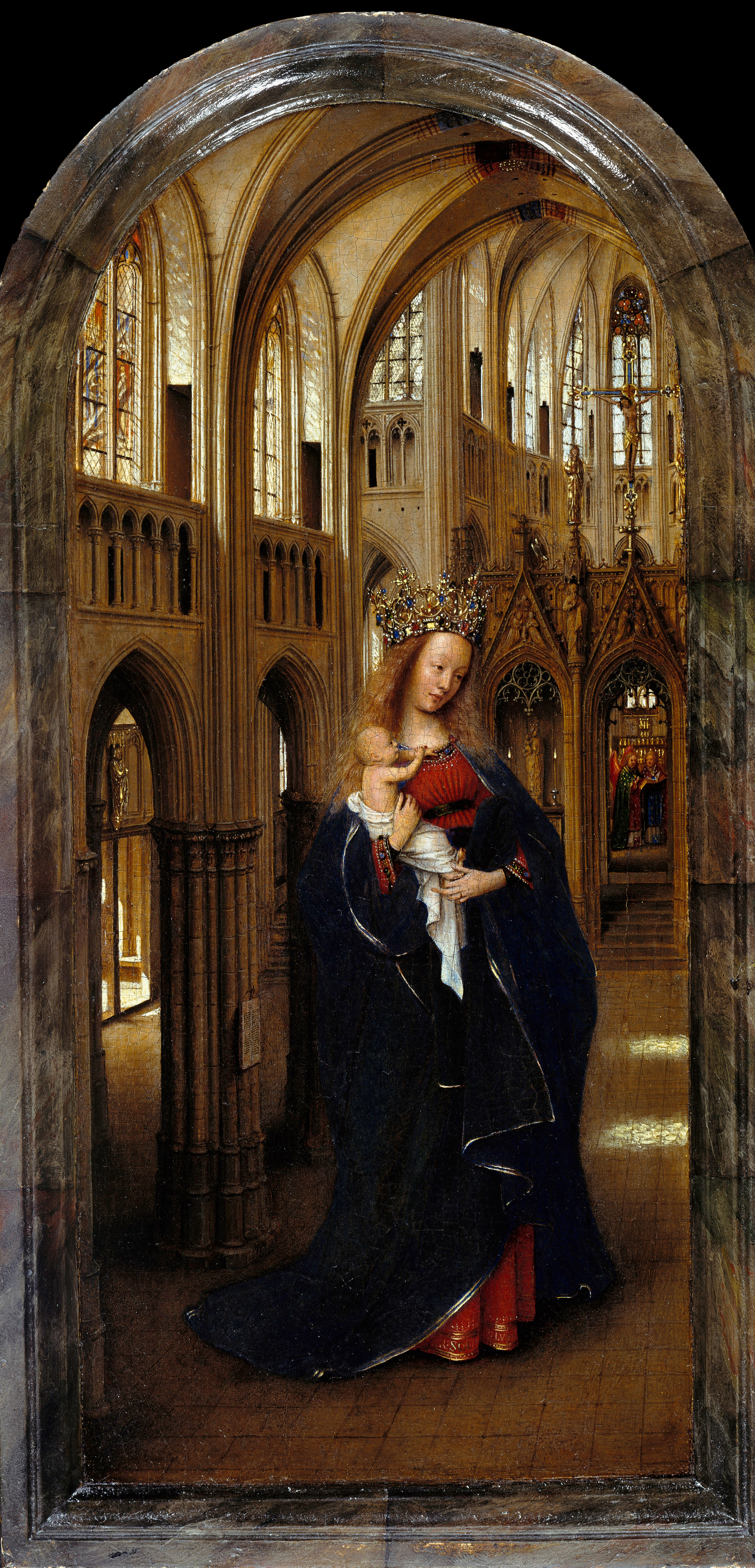
Ян ван Эйк. Мадонна в церкви

Мужчина — в хуке из винно-красного бархата, также подбитом мехом. Кроме хука, игравшего в то время роль верхнего платья, нижняя одежда сшита из чёрной материи. То, что этот человек не принадлежит к аристократии, видно по его деревянным башмакам, стоящим рядом. Господа, чтобы не испачкаться в уличной грязи, ездили верхом или в носилках.
Внешность мужчины острохарактерна, узнаваема. Он невысок, с длинным лицом, его руки и ноги отличаются худобой. Небольшие глаза прикрыты веками, его взгляд направлен вниз. Женщина, в отличие от мужчины, наделена внешностью миловидной, но лишённой индивидуальности, в её лице художник представляет обобщённый идеал красоты.
Восточный ковёр на полу, люстра, зеркало, остеклённая верхняя часть окна, на столе под окном дорогие апельсины — вся обстановка комнаты свидетельствует о зажиточности её хозяина. Однако она по-городскому узка. Кровать доминирует в обстановке, как и обычно в городских покоях. Как считает Кэмпбелл, кровать — ещё один предмет, который указывает на богатство хозяина дома. Днём занавес на ней поднимался, и в комнате принимали гостей, сидя на кровати. Ночью занавес опускался, и возникало закрытое пространство, комната в комнате.
Несогласованность размеров люстры, зеркала, фигур мужчины и женщины с размером комнаты, а также то, что в помещении отсутствует камин, позволяют предполагать, что интерьер этот не существовал на самом деле, а был сочинён художником. Пример ещё одного искажения пространства в картинах ван Эйка: «Мадонна в церкви» (Берлин), где голова Девы Марии достигает верхнего ряда окон, освещающих хоры. Историк искусства Кристофер Уилсон (англ. Christopher Wilson) утверждает, что ван Эйк создавал интерьеры на своих картинах, используя части интерьеров реальных помещений.

### Художественные особенности
«Портрет четы Арнольфини» является одним из лучших образцов интимного портрета в творчестве художника. Персонажи находятся в привычной для них домашней среде. Интерьер уютной небольшой комнаты, где каждая деталь изображена с тщательностью, доходящей до иллюзионизма, предвосхищает интерьеры нидерландских художников XVII века с их вниманием к самым обыденным вещам.
И интерьер, и люди, несмотря на их праздничные одежды, изображены ван Эйком без обычной для него внешней эффектности. Художнику удалось передать волнующий момент «сосредоточенности человеческого переживания». Эта картина стоит несколько в стороне от остальных произведений ван Эйка. Впервые художник показал своих современников в обыденной обстановке, раскрывая человеческую индивидуальность без посредников между профанным и сакральным, роль которых в других случаях осуществляют религиозные персонажи.
Обращают на себя внимание хрупкость фигур и мужчины, и женщины, скрытых под тяжёлыми объёмными одеждами; изящество кистей женских рук, свойственное скорее позднеготическому стилю, в то время как ван Эйк уже создавал портреты с характерными, узнаваемыми руками; отсутствие индивидуальных черт в лице героини, возможно, представляющей собой собирательный образ, и «погружённость в себя» её спутника. Все эти особенности передачи художником облика героев подчёркивают их «предельную одухотворённость», преобладающую над «телесным началом», — приём, традиционный для средневековых живописцев. Возможно, художник намеренно изменил пропорции фигур персонажей, чтобы выделить их головы и руки и приблизить их внешность к идеалу красоты той эпохи. В итальянском искусстве такой стиль уже был устаревшим, однако ещё сохранял свою актуальность в Северной Европе.

### Техника
Почти рефлектирующая, эмалевидная поверхность картины — результат использования художником новой техники — живописи маслом. В отличие от темперной живописи, маслом можно наносить тонкие прозрачные слои краски один поверх другого, достигать слитности мазков, получать смягчённые контуры. Фламандская манера многослойного письма позволяла достичь глубины и богатства цвета. Насыщенные сверкающие краски помогли художнику подчеркнуть реализм происходящего и показать богатство и материальное изобилие мира Арнольфини. Ван Эйк усовершенствовал технику живописи маслом. Будучи текучим и прозрачным, оно сохнет значительно дольше темперы и позволяет наносить тончайшие новые слои краски на ещё не высохшую поверхность. С помощью масла художник достигает в живописном изображении реализма высшей степени. Слои краски, просвечивающие один сквозь другой, посредством игры света и тени создают иллюзию трёхмерного пространства. Ван Эйк передаёт эффект прямого и рассеянного света, источником которого является окно. Свет, падающий из него, отражается от различных поверхностей.

### Гипотеза Хокни — Фалько
В своей книге «Секретное знание: открытие вновь утраченных методов старых мастеров», изданной в 2001 году, художник Дэвид Хокни утверждает, что появление около 1420-х годов произведений западноевропейской живописи, отличающихся почти фотографической точностью в воспроизведении натуры, является результатом не возросшего мастерства художников, а использования ими оптических приборов. Теорию Хокни поддержал специалист в области оптики Чарльз М. Фалько из Аризонского университета. В частности, по мнению Хокни и Фалько, при работе над «Портретом четы Арнольфини» ван Эйк использовал вогнутое зеркало, обводя перевёрнутые проекции изображаемых предметов на основе картины или даже нанося по проекции краски. Хокни считает, что люстра в «Портрете четы Арнольфини» (выполненная в «идеальной проекции») могла быть написана с помощью вогнутого зеркала.
Гипотеза Хокни была подвергнута критике в научном сообществе. Так, Дэвид Сторк (Стэнфордский университет) указывает, что для получения сферического вогнутого зеркала с фокусным расстоянием, например, 55 см (а по теории Хокни — Фалько, такое зеркало для проекции должно иметь значительное фокусное расстояние), необходимо выдуть стеклянную сферу диаметром около 7 футов, что для мастеров той эпохи было невыполнимой задачей. Сторк совместно с Криминизи показал, что люстра на самом деле выполнена с ошибками в перспективном сокращении и что её можно нарисовать без специальных приспособлений.

## Интерпретации

### Картина как документ

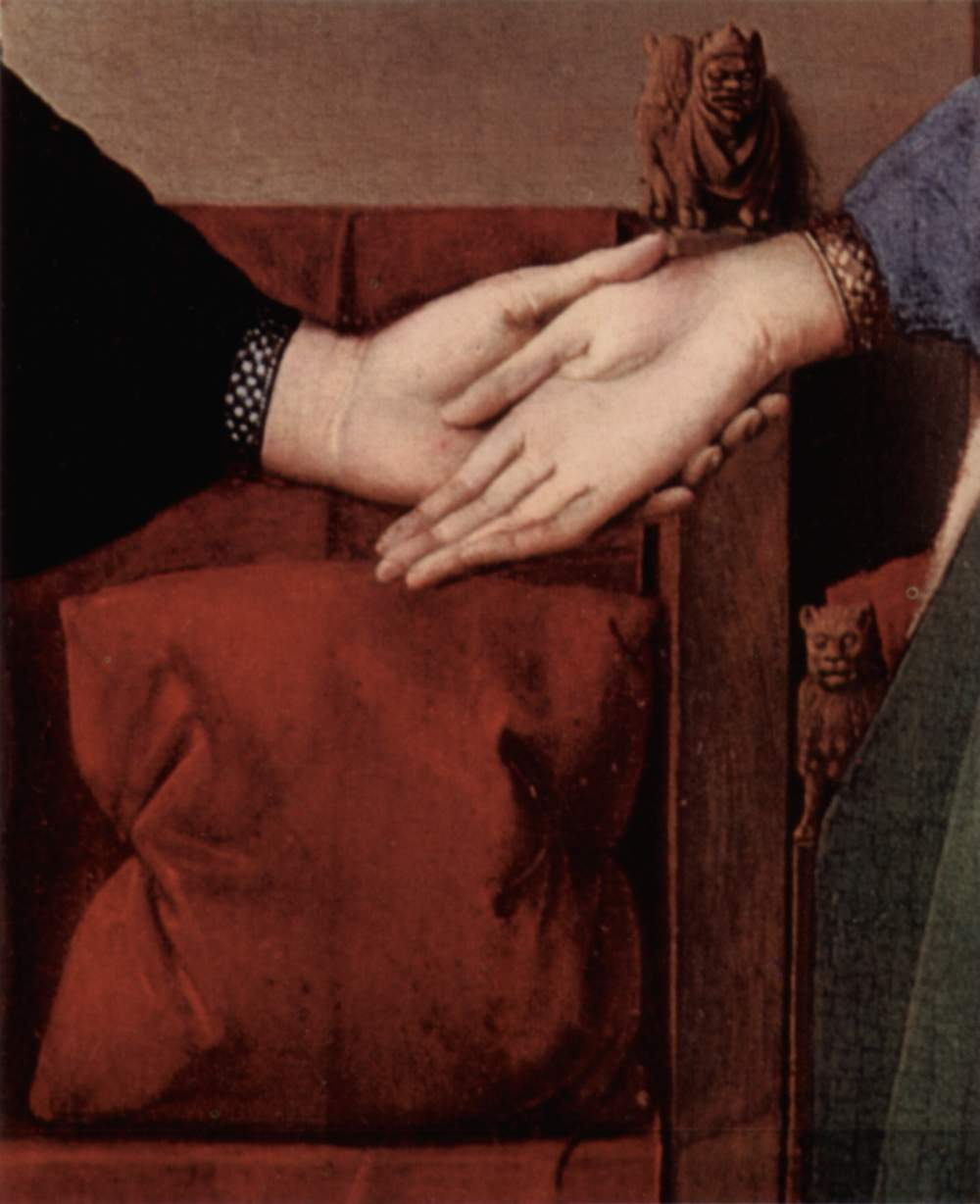
Соединение рук и слова клятвы, возможно, по мнению Э. Панофского, свидетельство брачной церемонии

По версии Панофского, в XV веке ещё не нужно было присутствие священника и свидетелей, чтобы сочетаться законным браком. Это можно было сделать в любом месте, например, как здесь — в спальне. Обычно на следующий день супруги вместе шли в церковь, что являлось доказательством того, что они стали мужем и женой. Свидетели, которых зритель видит в зеркале, нужны были, что было обычным явлением для хорошо обеспеченных людей, для заверения письменного брачного контракта.
Как утверждает Панофский, весь обряд состоял в том, что вступающие в брак произносили слова обета, при этом жених клятвенно поднимал вверх руку, залогом верности служило кольцо. Кульминация церемонии наступала во время соединения рук жениха и невесты. Все детали указывают на то, что на портрете изображён именно такой обряд, а сама картина, вероятно, выступала в роли живописного свидетельства бракосочетания.
В то же время Маргарет Костер (со ссылкой на Хёйзингу) отмечает, что при бургундском дворе, с которым был тесно связан художник, произносить клятвенные обеты было принято по самым разным поводам, а не только при заключении брака. Возможно также, что мужчина поднял руку для приветствия людей, входящих в комнату, отражения которых видно в зеркале.

### Символика
Панофский, считая картину изображением свадебной церемонии, находил символическое объяснение элементам её композиции. Ван Эйк, по его мнению, представляет комнату в бюргерском доме как свадебную палату, а предметы, выписанные с поразительным реализмом, содержат множество скрытых смыслов, тем самым создаётся теологический и моральный комментарий на происходящее.
| Деталь картины | Толкование |
| -------------- | --- |
| Зеркало        | На оси симметрии картины находится зеркало, которое висит на задней стене комнаты. Десять медальонов с изображением Страстей Христовых украшают его раму. Через сцены Страстей отображался символический брак Христа с Церковью и проводилась параллель с христианским браком. Исследователи обращают внимание на одну закономерность расположения миниатюр: со стороны мужчины изображены эпизоды Страстей до смерти Христа, а со стороны женщины — после. Это обстоятельство некоторые исследователи объясняют тем, что портрет женщины посмертный или что, возможно, она ушла из жизни во время работы художника над картиной. Исследование в инфракрасных лучах показало, что первоначально рама зеркала была составлена из восьми выступов-зубцов, позднее их стало десять, вероятно, для того, чтобы добавить дополнительные сцены из Страстей. В зеркале отражаются ещё два человека. В зеркале, изображённом на картине, можно увидеть потолочные балки, второе окно и фигуры двух людей, входящих в комнату. С точки зрения теологической символики повседневное выгнутое зеркало становится «speculum sine macula» (зеркало без изъяна), что свидетельствует о непорочности Богородицы и девственной чистоте невесты, от которой, согласно тогдашним воззрениям на брак, ожидается, что и в браке она останется столь же целомудренной. |
|                | На оси симметрии картины находится зеркало, которое висит на задней стене комнаты. Десять медальонов с изображением Страстей Христовых украшают его раму. Через сцены Страстей отображался символический брак Христа с Церковью и проводилась параллель с христианским браком. Исследователи обращают внимание на одну закономерность расположения миниатюр: со стороны мужчины изображены эпизоды Страстей до смерти Христа, а со стороны женщины — после. Это обстоятельство некоторые исследователи объясняют тем, что портрет женщины посмертный или что, возможно, она ушла из жизни во время работы художника над картиной. Исследование в инфракрасных лучах показало, что первоначально рама зеркала была составлена из восьми выступов-зубцов, позднее их стало десять, вероятно, для того, чтобы добавить дополнительные сцены из Страстей. В зеркале отражаются ещё два человека. В зеркале, изображённом на картине, можно увидеть потолочные балки, второе окно и фигуры двух людей, входящих в комнату. С точки зрения теологической символики повседневное выгнутое зеркало становится «speculum sine macula» (зеркало без изъяна), что свидетельствует о непорочности Богородицы и девственной чистоте невесты, от которой, согласно тогдашним воззрениям на брак, ожидается, что и в браке она останется столь же целомудренной. |
| Свеча          | Люстра, висящая над головами жениха и невесты, сделана из металла — типично для Фландрии того времени. В ней горит только свеча над мужчиной, а над женщиной свеча погасла. Этот факт некоторые исследователи объясняют тем, что портрет супруги Арнольфини выполнен после её смерти и она умерла при родах. Ещё один вариант символики: в средневековье во время брачных процессий впереди неслась одна большая горящая свеча либо свеча торжественно передавалась женихом невесте. Пламя горящей свечи означало всевидящего Христа — свидетеля брачного союза. По этой причине присутствие свидетелей было необязательно. По другой версии, горящие свечи в люстре — это свадебные свечи, которые цитируют традиционную иконографию Благовещения. Это подчёркивает богородичный характер живописи. Обращённый в первую очередь женщинам, культ Девы Марии в эту эпоху оказывал серьёзное влияние на супружеские отношения. |
|                | Люстра, висящая над головами жениха и невесты, сделана из металла — типично для Фландрии того времени. В ней горит только свеча над мужчиной, а над женщиной свеча погасла. Этот факт некоторые исследователи объясняют тем, что портрет супруги Арнольфини выполнен после её смерти и она умерла при родах. Ещё один вариант символики: в средневековье во время брачных процессий впереди неслась одна большая горящая свеча либо свеча торжественно передавалась женихом невесте. Пламя горящей свечи означало всевидящего Христа — свидетеля брачного союза. По этой причине присутствие свидетелей было необязательно. По другой версии, горящие свечи в люстре — это свадебные свечи, которые цитируют традиционную иконографию Благовещения. Это подчёркивает богородичный характер живописи. Обращённый в первую очередь женщинам, культ Девы Марии в эту эпоху оказывал серьёзное влияние на супружеские отношения. |
| Собачка        | Собачка, вечный символ преданности, считалась признаком благосостояния, а также символом верности. На могилах того времени часто встречается лев, символ мужества и силы, в ногах у мужчин и собачка в ногах у женщин. Только от женщины, очевидно, ожидалась супружеская верность. Маленькая собачка — это предок брюссельского гриффона (в то время нос гриффона ещё не имел современного укороченного вида) или, по ещё одной версии, аффенпинчер. |
|                | Собачка, вечный символ преданности, считалась признаком благосостояния, а также символом верности. На могилах того времени часто встречается лев, символ мужества и силы, в ногах у мужчин и собачка в ногах у женщин. Только от женщины, очевидно, ожидалась супружеская верность. Маленькая собачка — это предок брюссельского гриффона (в то время нос гриффона ещё не имел современного укороченного вида) или, по ещё одной версии, аффенпинчер. |
| Обувь          | Жених изображен стоящим босиком на деревянном полу, его деревянные башмаки-патены находятся рядом. Ноги невесты прикрыты платьем, но вторая пара обуви видна на заднем плане рядом с кроватью. Для современников ван Эйка сандалии и деревянные башмаки содержали указание на Ветхий Завет: И сказал Бог: не подходи сюда; сними обувь твою с ног твоих, ибо место, на котором ты стоишь, есть земля святая («Исход», 3:5). Когда жених и невеста совершали обряд бракосочетания, для них и простой пол комнаты был «святой землёй». |
|                | Жених изображен стоящим босиком на деревянном полу, его деревянные башмаки-патены находятся рядом. Ноги невесты прикрыты платьем, но вторая пара обуви видна на заднем плане рядом с кроватью. Для современников ван Эйка сандалии и деревянные башмаки содержали указание на Ветхий Завет: И сказал Бог: не подходи сюда; сними обувь твою с ног твоих, ибо место, на котором ты стоишь, есть земля святая («Исход», 3:5). Когда жених и невеста совершали обряд бракосочетания, для них и простой пол комнаты был «святой землёй». |
| Фрукты         | По одной версии, это апельсины. Находящиеся на подоконнике и на табурете у окна, могут рассматриваться как знак плодовитости. Поскольку на языке многих народов Северной Европы апельсин буквально означает «яблоко из Китая» (напр. нидерл. Sinaasappel), то они символизируют чистоту и невинность, которая существовала в Эдемском саду до грехопадения человека. В то же время Э. Панофский отмечает, что, возможно, апельсины просто свидетельствуют о зажиточности супругов. По другой версии, это яблоки. Яблоко лежит на подоконнике как намёк на осень или напоминание о грехопадении. |
|                | По одной версии, это апельсины. Находящиеся на подоконнике и на табурете у окна, могут рассматриваться как знак плодовитости. Поскольку на языке многих народов Северной Европы апельсин буквально означает «яблоко из Китая» (напр. нидерл. Sinaasappel), то они символизируют чистоту и невинность, которая существовала в Эдемском саду до грехопадения человека. В то же время Э. Панофский отмечает, что, возможно, апельсины просто свидетельствуют о зажиточности супругов. По другой версии, это яблоки. Яблоко лежит на подоконнике как намёк на осень или напоминание о грехопадении. |
| Окно и кровать | Жених и невеста облачены в тёплые одежды, несмотря на лето за окном — это видно по вишне, которая усыпана плодами, — однозначный символ пожелания плодовитости в браке. Красный альков справа является намёком на «Песнь песней» и символизирует брачный чертог. В нидерландской живописи подобная кровать — непременный атрибут сцен Благовещения, Рождества Христова и Рождества Богородицы, что ещё раз напоминает о связи этой картины с богородичным культом. С фрейдистской точки зрения в такой тематике алый занавешенный альков имеет прямые ассоциации с женским лоном. По традиции, на кровати с занавесями в главной (парадной) комнате, принимая гостей, лежала роженица. Однако такая кровать отводилась и для недавно умершего обитателя дома. Расположение фигур предполагает предопределённые роли в супружестве — женщина стоит около постели, в глубине комнаты, символизируя тем самым роль хранительницы очага, в то время как мужчина стоит около открытого окна, символизируя принадлежность к внешнему миру. Джованни смотрит прямо на наблюдателя, а его жена смиренно склонила голову в его сторону. |
|                | Жених и невеста облачены в тёплые одежды, несмотря на лето за окном — это видно по вишне, которая усыпана плодами, — однозначный символ пожелания плодовитости в браке. Красный альков справа является намёком на «Песнь песней» и символизирует брачный чертог. В нидерландской живописи подобная кровать — непременный атрибут сцен Благовещения, Рождества Христова и Рождества Богородицы, что ещё раз напоминает о связи этой картины с богородичным культом. С фрейдистской точки зрения в такой тематике алый занавешенный альков имеет прямые ассоциации с женским лоном. По традиции, на кровати с занавесями в главной (парадной) комнате, принимая гостей, лежала роженица. Однако такая кровать отводилась и для недавно умершего обитателя дома. Расположение фигур предполагает предопределённые роли в супружестве — женщина стоит около постели, в глубине комнаты, символизируя тем самым роль хранительницы очага, в то время как мужчина стоит около открытого окна, символизируя принадлежность к внешнему миру. Джованни смотрит прямо на наблюдателя, а его жена смиренно склонила голову в его сторону. |
| Спинка кровати | Под люстрой с правой стороны находится деревянная фигура святой Маргариты, поражающей дракона. Она считается покровительницей рожениц. Статуэтка закреплена на спинке стула, стоящего у супружеского ложа. Возможно, это ещё одно доказательство беременности женщины. В то же время, возможно, это фигурка святой Марфы, покровительницы домохозяек, — рядом с ней висит метёлочка. Фигурка святой была добавлена художником на заключительном этапе работы над картиной — предварительного рисунка на основе нет. В свадебном обряде первое подметание мусора в доме, где было предназначено жить супругам, означало не только и не столько хозяйственность жены, сколько очищение среды обитания. По другим толкованиям — это отнюдь не метёлочка, а розги. Они представляют собой этимологический каламбур, построенный на сходстве латинских слов «virga/virgo» («розга (прут)/дева»), служащий для подчёркивания мотива девственной чистоты. В народной же традиции он корреспондируется со «стержнем жизни», символом плодородия, силы и здоровья, которым среди свадебных обрядов жениха ритуально стегали, чтобы у супругов было много детей. |
|                | Под люстрой с правой стороны находится деревянная фигура святой Маргариты, поражающей дракона. Она считается покровительницей рожениц. Статуэтка закреплена на спинке стула, стоящего у супружеского ложа. Возможно, это ещё одно доказательство беременности женщины. В то же время, возможно, это фигурка святой Марфы, покровительницы домохозяек, — рядом с ней висит метёлочка. Фигурка святой была добавлена художником на заключительном этапе работы над картиной — предварительного рисунка на основе нет. В свадебном обряде первое подметание мусора в доме, где было предназначено жить супругам, означало не только и не столько хозяйственность жены, сколько очищение среды обитания. По другим толкованиям — это отнюдь не метёлочка, а розги. Они представляют собой этимологический каламбур, построенный на сходстве латинских слов «virga/virgo» («розга (прут)/дева»), служащий для подчёркивания мотива девственной чистоты. В народной же традиции он корреспондируется со «стержнем жизни», символом плодородия, силы и здоровья, которым среди свадебных обрядов жениха ритуально стегали, чтобы у супругов было много детей. |

В 1995 году были опубликованы результаты изучения снимков картины в инфракрасном излучении. Благодаря им стало известно, что большинство деталей картины, которым придаётся символическое значение, были написаны на завершающем этапе работы — ван Эйк не делал подготовительные рисунки для этих предметов. В конце работы художник выполнил также и надпись. Р. Биллиндж (научный сотрудник лаборатории инфракрасной рефлектографии Национальной галереи) и Л. Кэмпбелл в связи с этим отмечают, что эти детали не являются, как принято было считать, частью продуманной художником программы и, возможно, картина просто портрет, в котором нет никакого скрытого смысла. Однако некоторые исследователи указывают на то обстоятельство, что на других произведениях ван Эйка предметы, имеющие безусловно важное значение для богословского толкования, также были написаны художником во время заключительного этапа работы. Фонтан в «Гентском алтаре» и ваза с лилиями, а также сцены из Ветхого Завета на инкрустированном полу в «Благовещении» из Вашингтона не утратили своего символизма, несмотря на то, что появились в самый последний момент.

### Идентификация персонажей
Впервые запись о двойном портрете из инвентаря Маргариты Австрийской соотнесли с картиной из Лондонской галереи искусствоведы Кроу и Кавальказелле в 1857 году, они же установили, что в инвентаре упоминается именно Арнольфини. В 1861 году историк искусства У. Вил предположил, что на портрете изображен Джованни ди Арриджо Арнольфини (ум. 11 сентября 1472) со своей женой Джованной Ченами (ум. после 1490), дочерью итальянского купца из Парижа Гуильельмо Ченами. Однако документальные подтверждения того, что на портрете изображён именно Джованни ди Арриджо, не были обнаружены. В 1990-х годах историком Жаком Павьо было установлено, что Джованни ди Арриджо Арнольфини и Джованна Ченами заключили брак только в 1447 году, на 13 лет позже появления картины и спустя 6 лет после смерти ван Эйка.
В то время, когда создавалась картина, в Брюгге проживало не менее пяти представителей этой семьи. Историк искусства Лорн Кэмпбелл предполагает, что на портрете изображён Джованни ди Николао Арнольфини, старший из двух Джованни Арнольфини (двоюродных братьев), которые жили в Брюгге одновременно с ван Эйком. В архивах города не сохранилось никаких свидетельств того, что Джованни ди Арриджо пребывал там до 1435 года. Напротив, Джованни ди Николао жил в Брюгге с 1419 года (возможно даже, что он поселился там раньше), и вполне возможно, что он познакомился с художником задолго до создания двойного портрета, известен его портрет работы ван Эйка. Джованни ди Николао вступил в брак в 1426 году, его супруга, тринадцатилетняя Констанца Трента, происходила из известной луккской семьи. Семья Трента была связана с флорентийскими Медичи: мать Констанцы, Бартоломея, приходилась родной сестрой жене Лоренцо Медичи Старшего. В письме от 26 февраля 1433 года, адресованном Лоренцо Медичи, Бартоломея сообщает о смерти своей дочери Констанцы. Учитывая этот факт, Лорн Кэмпбелл предположил, что на двойном портрете 1434 года изображены Джованни ди Николао и, вероятно, его вторая жена.
Некоторые исследователи, исходя из того, что ван Эйк написал ещё один портрет Арнольфини (Берлин, Государственные музеи), предполагают, что Джованни ди Николао и художник были друзьями. Парный портрет, вполне возможно, мог быть и не заказан в обычном порядке (в этом случае должны были остаться документы, в которых заказчик и исполнитель обсуждали детали работы), а стал подарком от ван Эйка Арнольфини.

#### Версия Маргарет Костер
По мнению искусствоведа Маргарет Костер (англ. Margaret L. Koster), на картине изображён Джованни ди Николао Арнольфини со своей женой Констанцей. Она также считает ошибочной версию, выдвинутую Э. Панофским о создании портрета по случаю свадьбы. Костер предположила, что Арнольфини заказал ван Эйку двойной портрет в память о своей умершей супруге.
Как утверждает Костер, исследователи долгое время находились под влиянием непререкаемого авторитета Панофского, по мнению которого на картине изображён момент бракосочетания. Панофский, по словам Костер, опирался на свидетельства Маркуса ван Варневейка (Spieghel der Nederlandscher audheyt, 1568) и Карела ван Мандера (Schilderboeck, 1604), считавших двойной портрет изображением брачной церемонии. Однако, по мнению исследовательницы, маловероятно, что ван Варневейк и ван Мандер видели картину. Так, интерпретация ван Мандера основана на предположении, что персонажи соединяют правые руки, как было принято при вступлении в брак, на картине же мужчина подал женщине левую руку.

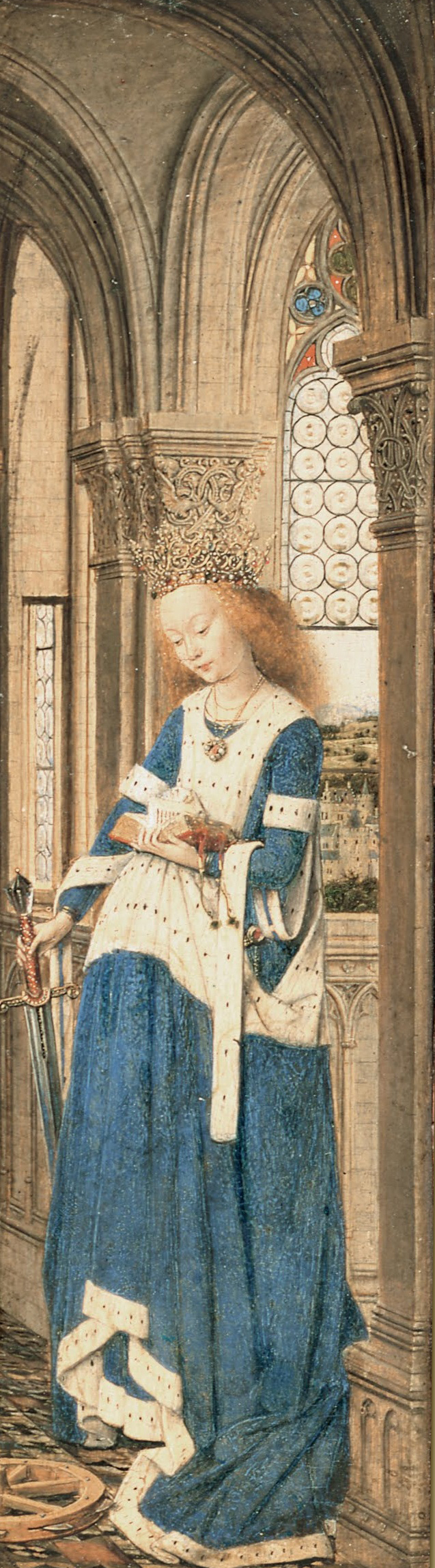
Святая Екатерина, Дрезденский триптих. Фрагмент

По утверждению Панофского, в то время для заключения брака не было обязательно участие священника. Сама церемония заключалась в произнесении клятв вступающими в брак, при этом жених поднимал одну руку вверх, а другую подавал невесте. Однако, как отмечает Костер (вслед за некоторыми другими исследователями), мнение Панофского основано на слишком вольном толковании латинских терминов и даже создании нового, никогда не существовавшего (лат. fides levata).
Как и Кэмпбелл, Костер полагает, что это портрет Джованни ди Николао Арнольфини с его женой Констанцей, единственной его супругой, о которой известно из документов. Костер считает, что двойной портрет написан не по случаю помолвки или бракосочетания, а заказан Арнольфини в память о его умершей жене. Многочисленные детали картины, и попавшие в поле зрения исследователей, и упущенные ими, указывают на то, что это посмертный портрет Констанцы рядом с её мужем в комнате их дома.
Кэмпбелл обращает внимание на ковёр, лежащий перед кроватью. По сообщению Алиенор де Пуатье в её книге «Les honneurs de la cour», перед кроватью роженицы-дворянки рангом ниже графини расстилался один ковёр, тогда как высокопоставленные дамы рожали в комнатах, полностью устланных коврами. Костер считает вполне вероятным, что Констанца могла умереть родами, на что и указывает ковёр перед кроватью.
Клапиш-Цубер отмечает, что в то время в Тоскане церемония обручения не требовала присутствия невесты, достаточно было мужчин из её семьи, а помолвка и бракосочетание не имели строго установленного протокола. Ещё один момент: в изображениях свадебной церемонии той эпохи невесты показываются с распущенными волосами, у женщины же с портрета ван Эйка волосы спрятаны под головной убор, как это было принято у замужних. Из всего этого Костер делает вывод, что на двойном портрете изображены мужчина и женщина, уже вступившие в брак какое-то время назад, семейная пара.
Что же касается предположения о беременности женщины, то, вероятно, её осанка всего лишь соответствует сложившейся в то время моде. Большой выступающий живот также указывает на главное предназначение женщины — быть матерью. В «Дрезденском триптихе» ван Эйка точно так же изображена святая Екатерина, которая, по преданию, умерла девственной.
Как считает Эдвин Холл, автор книги The Arnolfini Betrothal: Medieval Marriage and the Enigma of Van Eyck’s Double Portrait (1997), ван Эйк написал не свадебную церемонию, а помолвку. Сама картина же, по его мнению, должна была продемонстрировать союз двух могущественных купеческих семей.

#### Автопортрет художника с женой
Некоторые исследователи считают, что художник написал автопортрет с женой, Маргаритой ван Эйк. Сторонники этой версии указывают на сходство женщины, изображённой на парном портрете, с Маргаритой (такого же мнения придерживался антрополог и скульптор М. Герасимов) и её «явную беременность» — известно, что Маргарита ван Эйк родила одного из сыновей именно в 1434 году. Вероятно, статуэтка святой Маргариты над кроватью — намёк на имя героини, а также на то, что она должна вскоре родить (святая Маргарита считалась покровительницей рожениц). Если же женщина — Маргарита ван Эйк, тогда мужчина рядом с ней — её муж, художник, а надпись «Ян ван Эйк был здесь» (лат. Johannes de eyck fuit hic 1434) свидетельствует о том, что ван Эйк изобразил себя.
По мнению М. Герасимова, сравнивавшего изображения женщин с двойного портрета и портрета жены художника, написанного ван Эйком в 1439 году, их лица схожи. У обеих «индивидуальная асимметрия», сходное соотношение размеров лба с остальными частями лица, сам лоб и у той и у другой «высокий и широкий». Брови тонкие, похожие по форме, крупный нос со своеобразным вырезом ноздрей, рот красивого рисунка с узкой верхней и широкой нижней губами, совпадает цвет глаз. Одинаковой формы подбородки (несколько заострённые), уши, разрез глаз, веки. Герасимов пришёл к выводу, что на двойном портрете изображена Маргарита ван Эйк.
Карел ван Мандер указывает, что на одной из левых створок Гентского алтаря среди всадников рядом с Филиппом Добрым изображён сам ван Эйк в шапероне, чёрной одежде и с чётками на шее. М. Герасимов находил сходство в лице этого персонажа с человеком с портрета из Берлинского музея кисти ван Эйка. По мнению Андрониковой, мужчина с «Портрета четы Арнольфини» более похож на северянина, чем на уроженца Италии.
Часть исследователей согласна с тем, что существовали два двойных портрета (считается, что Карел ван Мандер описал именно другой портрет, где персонажи подают друг другу правые руки), один из них попал в Испанию и погиб во время пожара в королевском дворце. Одни считают, что утрачен именно автопортрет художника с женой, другие — что портрет четы Арнольфини. Версия о том, что на двойном портрете ван Эйк изобразил себя и свою жену, впервые высказанная М. Брокуэллом (англ. Maurice Walter Brockwell), была подвергнута резкой критике.
Тем не менее сторонники гипотезы Брокуэлла указывают на то, что на картине представлена не свадьба или обручение. Сохранившиеся изображения свидетельствуют, что во время этих церемоний жених и невеста соединяли в пожатии правые руки после обмена кольцами. Так, на древнеримской фреске амуры венчают жениха и невесту, пожимающих друг другу правые руки. На фреске Джотто «Обручение Марии» мужчина и женщина также соединяют правые руки. Обмен кольцами на миниатюре из французского средневекового календаря происходит не в церкви, однако в присутствии свидетелей — и в этом случае кольца надеваются на правые руки. Действие на картине Рафаэля «Обручение Марии» также происходит вне храма, в присутствии священника и свидетелей, а Иосиф надевает правой рукой на правую же руку невесты кольцо. Какова бы ни была обстановка, брачный союз (или обручение) скреплялся обменом кольцами, надеваемыми на правые руки, и последующим пожатием правых рук.
Если бы художник изобразил свадьбу или обручение, на безымянном пальце правой руки мужчины должно было быть кольцо, так как кольцами обменивались перед соединением рук, однако его нет. У женщины обручальное кольцо надето на вторую фалангу левого мизинца — кольца (в том числе и обручальные) в повседневной жизни носили как на правой, так и на левой руках. Женщина положила правую руку на левую ладонь мужчины, однако этот жест не является пожатием, обычным для брачной церемонии.
В то время в Европе господствовала бургундская мода, что связано с сильным политическим и культурным влиянием Бургундского герцогства. При бургундском дворе не только женская, но и мужская мода была экстравагантной. Мужчины носили шапероны и большие цилиндрические шляпы с полями, женщины — так называемые «труффо-орфовре» — головные уборы из двух овальных деталей над ушами, силуэтом напоминающих рога, дополненные золотой сеткой. Края костюма декорировались фестонами — пристрастие к мелким деталям, создающим беспокойную линию, пришло из Германии. Форма головных уборов персонажей, их свободного покроя одежды, подбитые мехом, длинная верхняя одежда на мужчине — весь вид их костюмов характерен для моды Северной Европы, тогда как в Италии в то время были приняты более лёгкие одежды.
Специалисты-медики находят, что женщина на портрете ждёт ребёнка: её живот увеличен под самой грудью; она стоит, отклонив корпус назад и положив руку на живот, как это обычно делают беременные; её лицо несколько припухло и имеет выражение, характерное для беременных. Стоит иметь в виду, что в то время все женщины отклоняли корпус назад, выставляя вперёд живот — такая осанка получила название «готической кривой», однако под платье в этом случае надевался жёсткий корсет, стягивавший талию и грудь. Женщина с картины ван Эйка, судя по очертаниям её фигуры, явно не носит корсета.
В то же время, как отмечала Андроникова, «категорически утверждать, что это автопортрет художника с женой, невозможно, ибо многое из того, что могло бы совершенно достоверно подтвердить это предположение, нам неизвестно».

#### Подпись ван Эйка

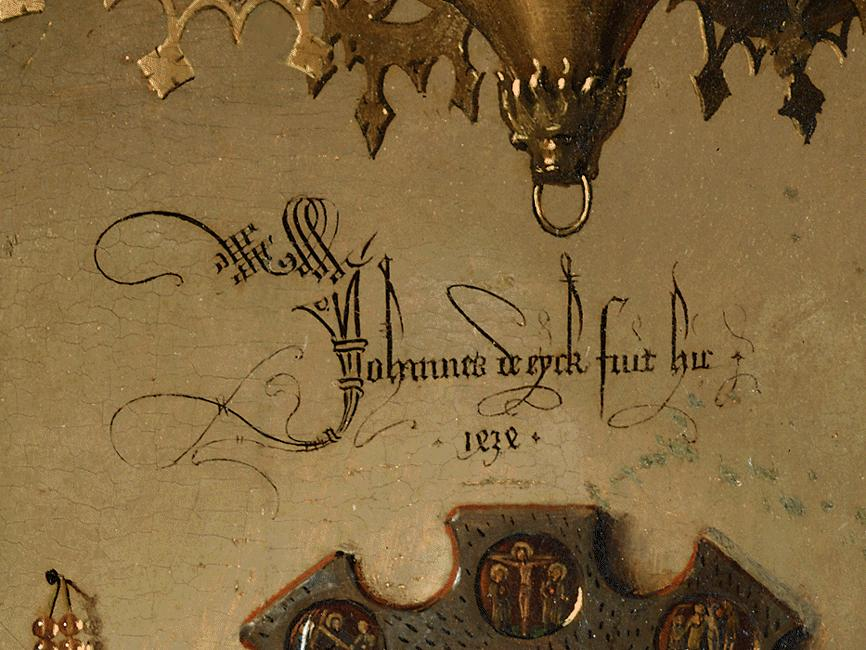
(Johannes de eyck fuit hic 1434) — «Ян ван Эйк был здесь 1434»

Особое значение для полотна имеет подпись художника, она стоит не внизу, а на хорошо видном месте между люстрой и зеркалом. Сама её формулировка необычна. Вместо — «Ян ван Эйк сделал» (лат. Johannes de eyck fecit), то есть написал этот портрет, стоит — «Ян ван Эйк был здесь» (лат. Johannes de eyck fuit hic 1434). Живописец подписывает свою работу не как автор, а как свидетель подписывает документ. Возможно, он изобразил в зеркале самого себя, в виде фигуры в тюрбане и синем одеянии, переступающим порог комнаты рядом со вторым свидетелем.
«Использование надписи показывает растущую тенденцию к документации правовых сделок в письменной форме, развитие которой сопровождалось принятием римского права. Поэтому функционирование здесь надписи не следует считать равноценным просто авторской подписи. Она имеет реальную силу, является свидетельским показанием, как и подписание официального документа».
Ещё в начале 1930-х годов Мирон Жирмунский обращал внимание на то, что последнее слово «hic» может означать не только «здесь», но и «этот». Таким образом, латинская надпись под зеркалом может быть прочитана также как: «Этот был Ян ван Эйк». Возможно также, что последнее слово в подписи не «hic», а «pic» (то есть «pictor», «художник»). В этом случае надпись читается как: «Это был Ян ван Эйк, художник, 1434». Лингвисты, к которым обращалась за консультацией М. Андроникова, опирались при определении смысла надписи на основные значения слов «fuit» и «hic». По их мнению, так как латинский глагол «sum» может иметь следующие значения: быть, существовать, пребывать, состоять в браке, быть написанным, а «hic» — не только тут, здесь, но и — присутствующий здесь, надпись может указывать на то, что художник находится в этом доме на правах хозяина.

## Комментарии
1. ↑  Автор книги The Arnolfini Betrothal: Medieval Marriage and the Enigma of Van Eyck’s Double Portrait (1997).
2. ↑  Технология изготовления плоских зеркал появится уже в Новое время. Средневековые зеркала всегда напоминали собой полушарие.
3. ↑  Сладкий апельсин в Средние века был практически неизвестен в Европе. Его заменял горький апельсин — померанец, о котором, по-видимому, идёт речь.
4. ↑  Написан поверх зелёной травы.
5. ↑  Джованни ди Арриджо не имел детей в законном браке, но у него было два внебрачных ребёнка. После его смерти его капитал унаследовала жена Джованна.
6. ↑  Алиенор де Пуатье, вдова виконта Верне, приводит в своей книге (написана между 1484 и 1491 годами) ценные сведения по придворному этикету и обычаям, принятым в различных слоях общества. Особое внимание она уделяет ритуалам, сопровождающим роды.
7. ↑  См., например Edwin Hall. The Arnolfini Betrothal: Medieval Marriage and the Enigma of Van Eyck's Double Portrait. — Berkeley-Los Angeles-London: University of California Press, 1997. Иллюстрации на вклейках 2, 5, 6, 8, 9 со сценами бракосочетания, где невесты изображены с длинными распущенными волосами.
8. ↑  Это был один из десяти детей Маргариты и Яна, крёстный мальчика, герцог Филипп Добрый, по этому случаю подарил художнику шесть серебряных кубков[69].